# Perijábergen
Perijábergen är en cirka 300 km lång bergskedja i nordligaste Anderna. I norr utgör den gräns mellan Colombia och Venezuela. I söder breddas bergskedjan och övergår successivt i Östkordiljäran i Colombia. Högsta toppen är Cerro de las Tetas på 3630 meter över havet. Perijábergen skiljer Maracaibosänkan i öster från Magdalenaflodens slättland i väster (Valle del Magdalena och Llanura del Caribe). Bergskedjan är tydligt separerad från bergsmassivet Sierra Nevada de Santa Marta i nordväst. I norr flackar bergskedjan ut mot Guajiraöknen innan bergen Serranía de Macuira tar vid längre ut på Guajirahalvön.
I Colombia är Perijábergen kända som Serranía del Perijá och i Venezuela som Sierra de Perijá. Den södra delen, inne i Colombia, är också känd som Serranía de Motilones